# بشت أرشت (دوستان)
بشت أرشت (بالفارسية: پشت ارشت) هي قرية تقع في إيران في قسم دوستان الريفي. يقدر عدد سكانها بـ 38 نسمة بحسب إحصاء 2016.